# Gornji Kozji Dol
Gornji Kozji Dol (em cirílico: Горњи Козји Дол) é uma vila da Sérvia localizada no município de Trgovište, pertencente ao distrito de Pčinja, na região de Pčinja. A sua população era de 259 habitantes segundo o censo de 2011.

## Demografia
| 1948 | 1953 | 1961 | 1971 | 1981 | 1991 | 2002 | 2011 |
| ---- | ---- | ---- | ---- | ---- | ---- | ---- | ---- |
| 334  | 346  | 331  | 235  | 178  | 119  | 101  | 259  |